# Sextus Aelius Catus
Sextus Aelius Catus war ein römischer Politiker der frühen Kaiserzeit aus der plebejischen Familie der Aelier.
Aelius Catus war gemeinsam mit Gaius Sentius Saturninus Konsul im Jahr 4. Gemeinsam verabschiedeten sie die Lex Aelia Sentia. Er ordnete an, etwa 50.000 Geten, die bislang nördlich der Donau lebten, nach Thrakien umzusiedeln.
Aelia Paetina, die im Jahr 28 den späteren Kaiser Claudius heiratete, war vermutlich seine Tochter.